# Consus

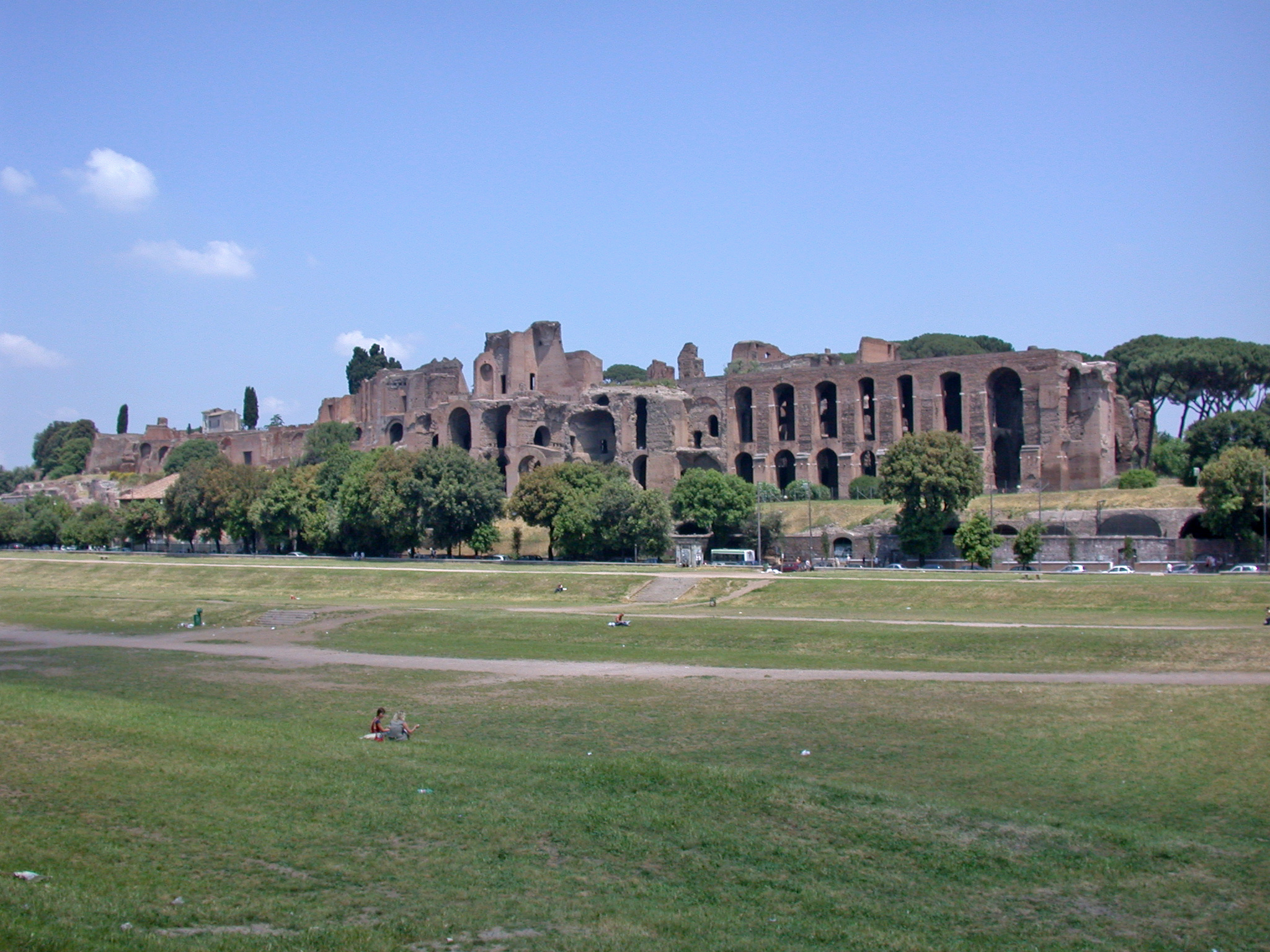
Vista actual del circ màxim, on estava l'ara Consi, el lloc de culte del déu Consus. Al fons de la imatge es veuen les restes del palau del mont Palatí.

Consus era el nom d'una divinitat agrària que, al principi, protegia les llavors i les sitges. Per aquest motiu fou inclòs entre les divinitats subterrànies (no s'ha pogut demostrar, però alguns autors han proposat que els romans feien forats a terra per emmagatzemar cereals). En honor seu es feia un festival anomenat Consuàlia.

## Característiques
L'etimologia d'aquest déu no està clara, segons Marc Terenci Varró derivaria igual que la Consuàlia de la paraula llatina consilium, ja que es tractava d'aplegar els pobles veïns amb motiu del final dels treballs relacionats amb la collita.Theodor Mommsen va proposar que el nom d'aquest déu estava lligat amb la paraula condō, «construir, conservar», perquè era el protector de la construcció de sitges. El canvi de [s] per [d] no té consistència lingüística, però Georg Wissowa va donar suport a aquesta teoria.
En qualsevol cas el caràcter agrari de Consus està comunament acceptat, com es demostra pel protagonisme que tenien en la Consuàlia els animals emprats en els treballs del camp.
També està assumit que Consus era una divinitat de caràcter ctònic, pel fet que el seu altar estava colgat sota terra. Aquest altar estava entre el Palatí i l'Aventí. Quan es va construir el circ Màxim va quedar sota la primae metae i només es destapava el dia de la Consuàlia.

## Relació amb altres déus
Hi havia tres dies de culte a l'any dedicats a Consus: la Consuàlia del 7 de juliol, la Consualia aestiva que era la principal, celebrada el 21 d'agost, i la del 15 de desembre. El fet que dos d'aquests (el d'agost i el de desembre) anessin seguits de dies en honor d'Ops, en un mateix interval de quatre dies, ha fet pensar en una estricta relació entre aquests dos déus. Igual l'un com l'altre tenien funcions agrícoles i, segons la terminologia de Georges Dumézil pertanyen a la tercera funció. Aquest autor creu que Consus està en l'extrem oposat a Neptú, encara que tots dos estiguessin relacionats amb els cavalls.
L'historiador Tertulià, recollint la tradició popular, explica que Consus va ser el déu qui va aconsellar a Ròmul portar endavant el rapte de les sabines. Per això es deia que Consus era el déu dels consells amagats i cita una inscripció que estava a la banda sud del circ màxim, en el punt on estava soterrat l'altar de Consus: "Conso consilio Marte duello Lares ... covillo potentes" («Consus és poderós donant consells, Mart en la guerra, els lars en les reunions». Els acadèmics han trobat aquesta frase difícil d'interpretar; A. Von Blumenthal i G. Radke han proposat substituir consivio on diu consilio, però aquesta correcció no ha sigut acceptada per tots. La inscripció només era visible els dies que s'oferia un sacrifici en honor de Consus i alguns autors pensen que potser Tertulià en va fer una mala transcripció.
A partir del raonament que feia Agustí d'Hipona sobre la importància que tenia Tutilina per assegurar la seguretat de l'emmagatzematge delgra, Dumézil va proposar que Consus podria derivar del verb condere, en la seva accepció d'«amagar, emmagatzemar», d'on hauria sorgit un substantiu amb el sufix -u, present també en els noms: Sancus i Janus. Segons aquesta proposta Consus seria el déu dels cereals emmagatzemats.
Fèlix Capel·la situava Neptú i Consus junts dins la regió desena del cel. Això podria ser degut a una antiga interpretatio graeca de Consus, o potser es basava en la idea que tenien els etruscs sobre un Neptú de caràcter ctònic que també es pot notar en l'obra de Ciceró sobre les recomanacions per als harúspex.